# ذا سويت لايف أون ديك
ذا سويت لايف أون ديك (بالإنجليزية: The Suite Life on Deck)‏ هو مسلسل أمريكي عرض على قناة قناة ديزني في الفترة من 26 سبتمبر 2008 حتى 6 مايو 2011. المسلسل من بطولة ديلان سبراوس، كول سبراوس، بريندا سونغ، ديبي رايان، فيل لويس ودوك شو.

## روابط خارجية
ذا سويت لايف أون ديك على موقع IMDb (الإنجليزية)
- ذا سويت لايف أون ديك على موقع ميتاكريتيك (الإنجليزية)
- ذا سويت لايف أون ديك على موقع روتن توميتوز (الإنجليزية)
- ذا سويت لايف أون ديك على موقع كينوبويسك (الروسية)
- ذا سويت لايف أون ديك على موقع ألو سيني (الفرنسية)
- ذا سويت لايف أون ديك على موقع قاعدة بيانات الفيلم (الإنجليزية)